# Martin Hiden
Martin Hiden (Stainz, 1973. március 11. –), osztrák válogatott labdarúgó, edző.
Az osztrák válogatott tagjaként részt vett az 1998-as világbajnokságonés a 2008-as Európa-bajnokságon.

## Sikerei, díjai
Salzburg
- Osztrák bajnok (1): 1994–95

Sturm Graz
- Osztrák kupa (1): 1996–97

Austria Wien
- Osztrák bajnok (1): 2002–03
- Osztrák kupa (1): 2002–03

Rapid Wien
- Osztrák bajnok (2): 2004–05, 2007–08